# Àcid maslínic

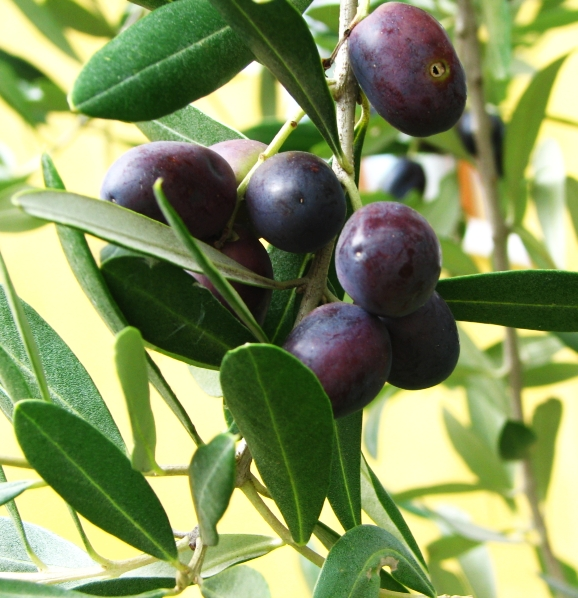
Les olives i les fulles d'olivera contenen àcid maslínic

L'àcid maslínic amb el sinònim d'àcid crategòlic és un compost químic de 30 àtoms de carboni, un terpè pentacíclic que es troba en un gran nombre de fonts naturals incloent els lípids de la pell de les olives. És un compost altament hidròfob amb poca solubilitat en l'aigua. La principal font comercial prové de l'oli de sansa d'oliva el qual és un subproducte de l'extracció de l'oli d'olivs. És un membre del grup dels triterpens coneguts com a oleananes.
L'àcid maslínic és un element comú en la dieta quan s'inclou olives o oli d'oliva. La concentració de l'àcid maslínic a mesura que baixa la qualitat de l'oli d'oliva (l'oli de sansa es considera de pitjor qualitat que l'oli verge d'oliva). En l'oli d'oliva estra verge la concentració és d'uns 38 mg per kg mentre que en l'oli de sansa cru pot arribar a 721 mg per kg. És en la sansa on es poden extreure les majors quantitats d'aquest àcid.
Amb l'augment de la maduració de les olives en disminueix el contingut. És un subproducte de l'extracció amb centrifugadora de l'oli d'oliva. En les oliveres es troba en forma de saponina.
També es troba en altres plantes com el Geum japonicum, la Lagerstroemia speciosa la Prunella vulgaris, la Cornus kousa asiàtica, l'om siberià (Ulmus pumila), en Boehmeria nivea i moltes altres plantes.
L'àcid maslínic es pot usar en l'alimentació dels animals i especialment en l'aqüicultura per a la truita de riu.

## Farmacologia
Els estudis fets In vitro mostren que l'aàcid maslínic inhibeix les proteases serines que són enzims necessaris per estendre dins del cos el virus de la SIDA. També in vitro mostra efectes antiproliferants sobre les cèl·lules del càncer de còlon. L'àcid maslínic incrementa la recaptura de glutamat EAAT2 (GLT-1) i pot reduir, en rates, la toxicitat glutamatèrgica.